# Callipo Sport 2011-2012
Questa voce raccoglie le informazioni riguardanti la Callipo Sport nelle competizioni ufficiali della stagione 2011-2012.

## Organigramma societario
Area direttiva
- Presidente: Filippo Callipo
- Vicepresidente: Giacinto Callipo
- Supervisore generale: Michele Ferraro
- Responsabile segreteria: Carmen Maduli
- Amministrazione: Tino Cascia
- Team manager: Giuseppe Defina
- Direttore sportivo: Francesco Prestinenzi
- Addetto agli arbitri: Daniele Vivona
- Assistente spirituale: Enzo Varone
- Magazzino: Franco Nesci
- Manager del palasport: Giacomo Caridà, Ivan Ieracitano

Area tecnica
- Allenatore: Gianlorenzo Blengini
- Allenatore in seconda: Vincenzo Mastrangelo
- Scout man: Antonio Valentini
- Responsabile settore giovanile: Claudio Torchia, Dario Palmieri
- Segretario settore giovanile: Gianluca Vasapollo

Area comunicazione
- Addetto stampa: Stefano Mandarano
- Speaker: Rino Putrino

Area marketing
- Responsabile marketing: Cinzia Ieracitano

Area sanitaria
- Responsabile staff medico: Antonio Ammendolia
- Medico: Giuseppe Ceraso, Giuseppe Topa
- Preparatore atletico: Sabato Pascal, Pasquale Piraino, Francesco Spanò
- Fisioterapista: Michele Cespites, Filippo Fuduli

## Rosa
| N° | Nome              | Ruolo | Data di nascita   | Nazionalità sportiva |
| -- | ----------------- | ----- | ----------------- | -------------------- |
| 1  | Guillermo Falasca | O     | 24 ottobre 1977   | Spagna               |
| 2  | Manuel Coscione   | P     | 29 gennaio 1980   | Italia               |
| 4  | Stefano Mignolo   | L     | 22 ottobre 1990   | Italia               |
| 5  | Simone Serafini   | P     | 13 dicembre 1975  | Italia               |
| 6  | Matej Černič      | S     | 13 settembre 1978 | Italia               |
| 7  | Luis Díaz         | S     | 20 agosto 1983    | Venezuela            |
| 8  | Michele Grassano  | S     | 22 maggio 1986    | Italia               |
| 10 | Valentin Bratoev  | S     | 21 ottobre 1987   | Bulgaria             |
| 10 | Felipe Banderó    | S     | 16 giugno 1988    | Brasile              |
| 11 | Michal Rak        | C     | 14 agosto 1979    | Rep. Ceca            |
| 12 | Lorenzo Bonetti   | P     | 21 gennaio 1981   | Italia               |
| 12 | Simo-Pekka Olli   | P     | 13 novembre 1985  | Finlandia            |
| 13 | Niels Klapwijk    | O     | 19 settembre 1985 | Paesi Bassi          |
| 14 | Rocco Barone      | C     | 14 dicembre 1987  | Italia               |
| 15 | Fabio Fanuli      | L     | 10 febbraio 1985  | Italia               |
| 18 | Nikolaj Nikolov   | C     | 29 luglio 1986    | Bulgaria             |